# Лафејет (Тенеси)
Лафејет (енгл. Lafayette) град је у америчкој савезној држави Тенеси.

## Демографија
По попису из 2010. године број становника је 4.474, што је 589 (15,2%) становника више него 2000. године.
| Група             | 2000.         | 2010.         |
| Белци             | 3.746 (96,4%) | 4.188 (93,6%) |
| Афроамериканци    | 6 (0,2%)      | 22 (0,5%)     |
| Азијати           | 15 (0,4%)     | 22 (0,5%)     |
| Хиспаноамериканци | 82 (2,1%)     | 200 (4,5%)    |
| Укупно            | 3.885         | 4.474         |